# كيفن راتكليف
كيفن راتكليف (بالإنجليزية: Kevin Ratcliffe)‏ هو ناقد تلفزيوني ‏ ومدرب كرة قدم ولاعب كرة قدم بريطاني في مركز قلب الدفاع، ولد في 12 نوفمبر 1960 في Mancot ‏ في المملكة المتحدة. شارك مع منتخب ويلز لكرة القدم. أما مع النوادي، فقد لعب مع ديربي كاونتي وكارديف سيتي ونادي إيفرتون ونادي تشستر سيتي ونادي دندي ونوتينغهام فورست.

## وصلات خارجية
- كيفن راتكليف على موقع قاعدة بيانات كرة القدم.إي يو (الإنجليزية)
- كيفن راتكليف على موقع ناشيونال فوتبول تيمز (الإنجليزية)
- كيفن راتكليف على موقع Soccerbase.com (لاعب) (الإنجليزية)